# Heidi Brühl
Heidi Brühl (Gräfelfing, 30 de janeiro de 1942 – Starnberg, 8 de junho de 1991) foi uma cantora e atriz alemã.
Heidi foi a representante da Alemanha no Festival Eurovisão da Canção 1963 com a canção "Marcel".